# Sajjadul Hasan
Mohammad Sajjadul Hasan (25 de setembro de 1978 – 16 de março de 2007) foi um jogador de críquete de primeira classe, do Bangladesh.
Com a alcunha de Setu, ele foi um rebatedor pala Divisão de Khulna. Hasan foi líder na pontuação na época, do Bangladesh, de 2002-2003 com 447 coridas a 40.63.
Morreu aos 28 anos de idade num acidente de motociclo juntamente com o seu colega da Divisão de Khulna, Manjural Islam Rana. Ao longo da sua carreira de 50 jogos fez 2443 corridas a 28.08 com 3 centenas.